# کالشرویت
کالشرویت (به آلمانی: Kalchreuth) یک شهر در آلمان است که در ارلانگن-هخشتات واقع شده‌است.